# Valentina Pistoli
Valentina Pistoli (* 1928 in Korça, Albanien; † 1993) war die erste albanische Architektin.

## Leben

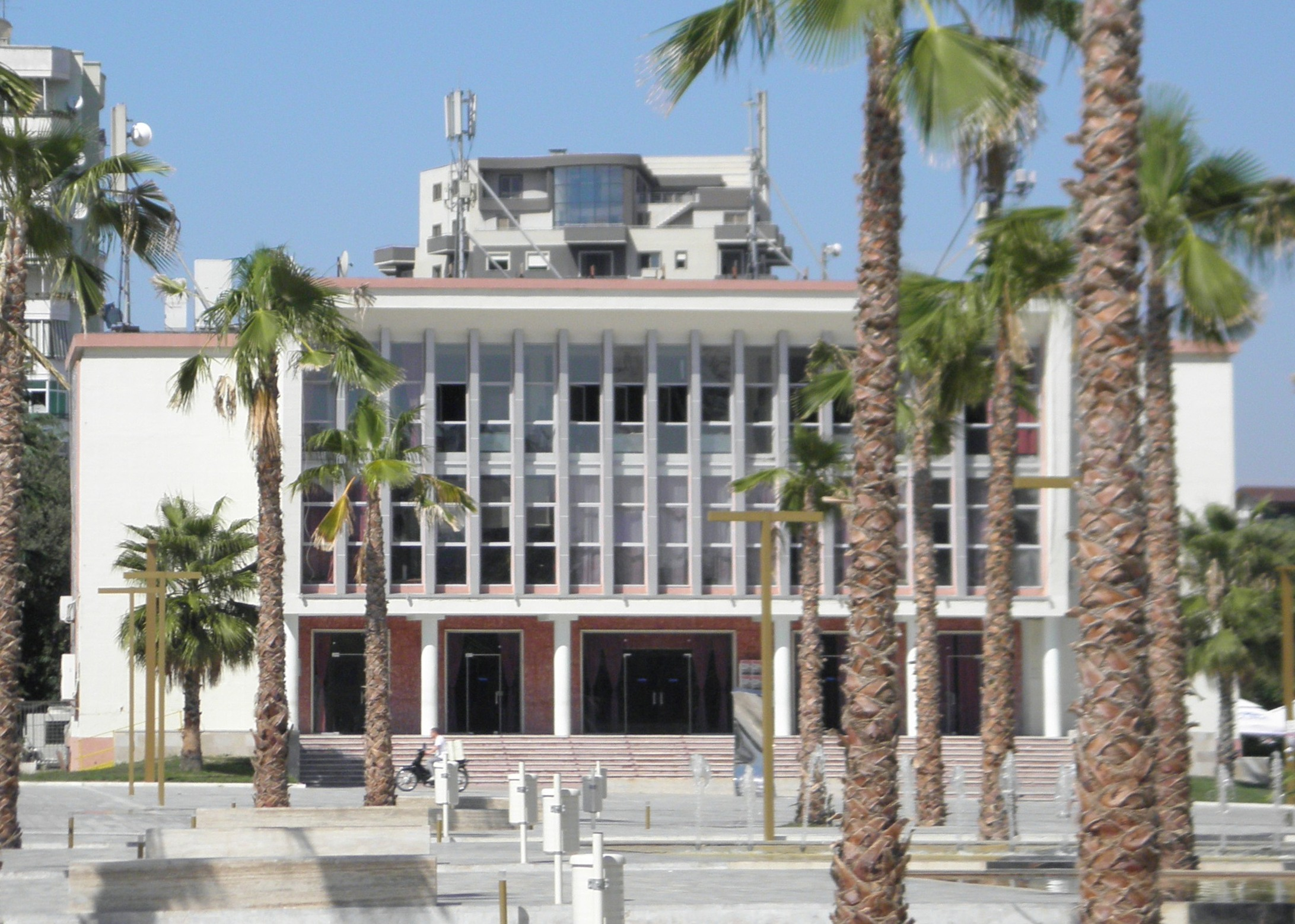
Das Aleksandër-Moisiu-Theater in Durrës (eröffnet 1953)

Valentina Pistoli wurde 1928 in der Stadt Korça im Südosten Albaniens geboren, wo sie auch das Lyceum besuchte.
Pistoli entschied sich für eine Ausbildung zur Architektin. Wegen fehlender Ausbildungsstätten im eigenen Land waren vor dem Zweiten Weltkrieg albanische Architekten im westlichen Ausland, vorwiegend in Italien oder Österreich, ausgebildet worden; nach dem Krieg wurden albanische Studenten im Rahmen der wachsenden Politik gegenseitiger Hilfe unter den Ostblockstaaten zum Architekturstudium auch in die UdSSR und die Tschechoslowakei sowie nach Polen, Rumänien oder Bulgarien geschickt, darunter auch Pistoli. Sie studierte Architektur an der bulgarischen Universität Sofia und schloss ihr Studium 1952 ab.
Pistoli zeichnete sich durch ein neues Verständnis von Architektur aus, das auf Logik und Freiheit basierte, obwohl sie in ihrer Arbeit durch vom kommunistischen Regime bestimmte Materialien und ästhetische Grenzen eingeschränkt war. Über 32 Jahre prägte sie mit über 160 projektierten Gebäuden das Aussehen von 26 Städten Albaniens zum Teil wesentlich. Sie entwarf mehrere Wohnkomplexe in ihrer Heimatstadt Korça sowie in Vlora (entlang der Rruga e Skelës), Cërrik, Tirana und Elbasan. Weitere Werke sind der Gebäudekomplex der Hauptpost von Korça, das Kulturzentrum von Pogradec, das Hotel Skampa in Elbasan und weitere Hotels in Kukës, Bajram Curri, Puka und Himara, Schulen und Schlaftrakte von Internatsschulen in Elbasan, Peshkopia, Delvina und Përrenjas, die Kinos von Kruja und Elbasan, die Parteizentralen von Librazhd und Cërrik, eine Vila auf dem Dajti sowie das Krankenhaus von Cërrik. Das im Jahr 1953 eröffnete Aleksandër-Moisiu-Theater in Durrës zählt zu ihren frühen Werken.

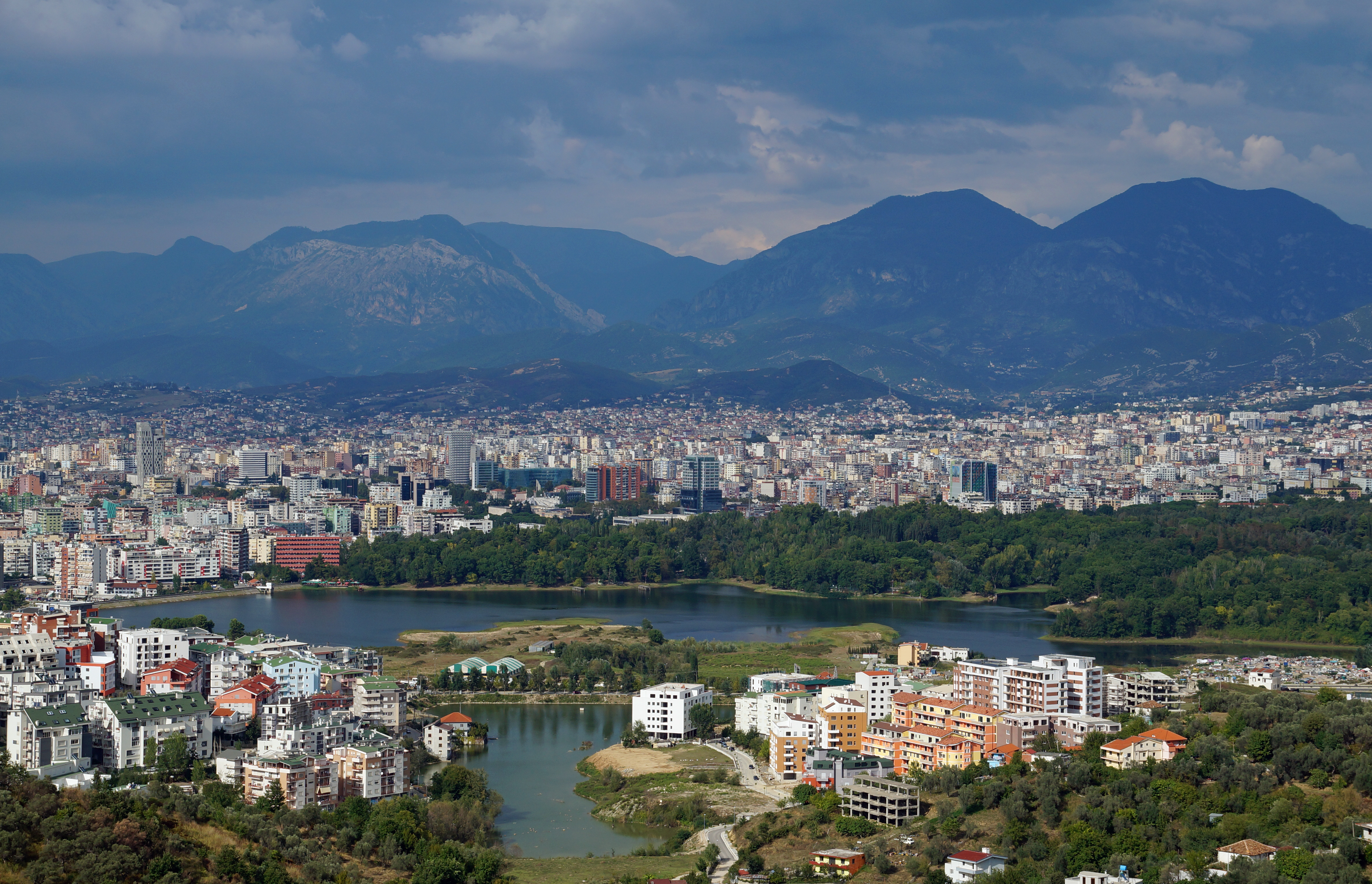
Tirana mit dem Großen Park und dem „Künstlichen See“

Im Jahr 1957 konkretisierte Pistoli Ideen und fertigte Entwürfe für den weitläufigen Komplex des Großen Parks von Tirana mit dem „Künstlichen See“, Amphitheater, Denkmälern und Kunstwerken im hügeligen Gebiet im Süden der Stadt. Um das Jahr 1960 arbeiteten bulgarische und albanische Architekten an der Umsetzung des Parks.

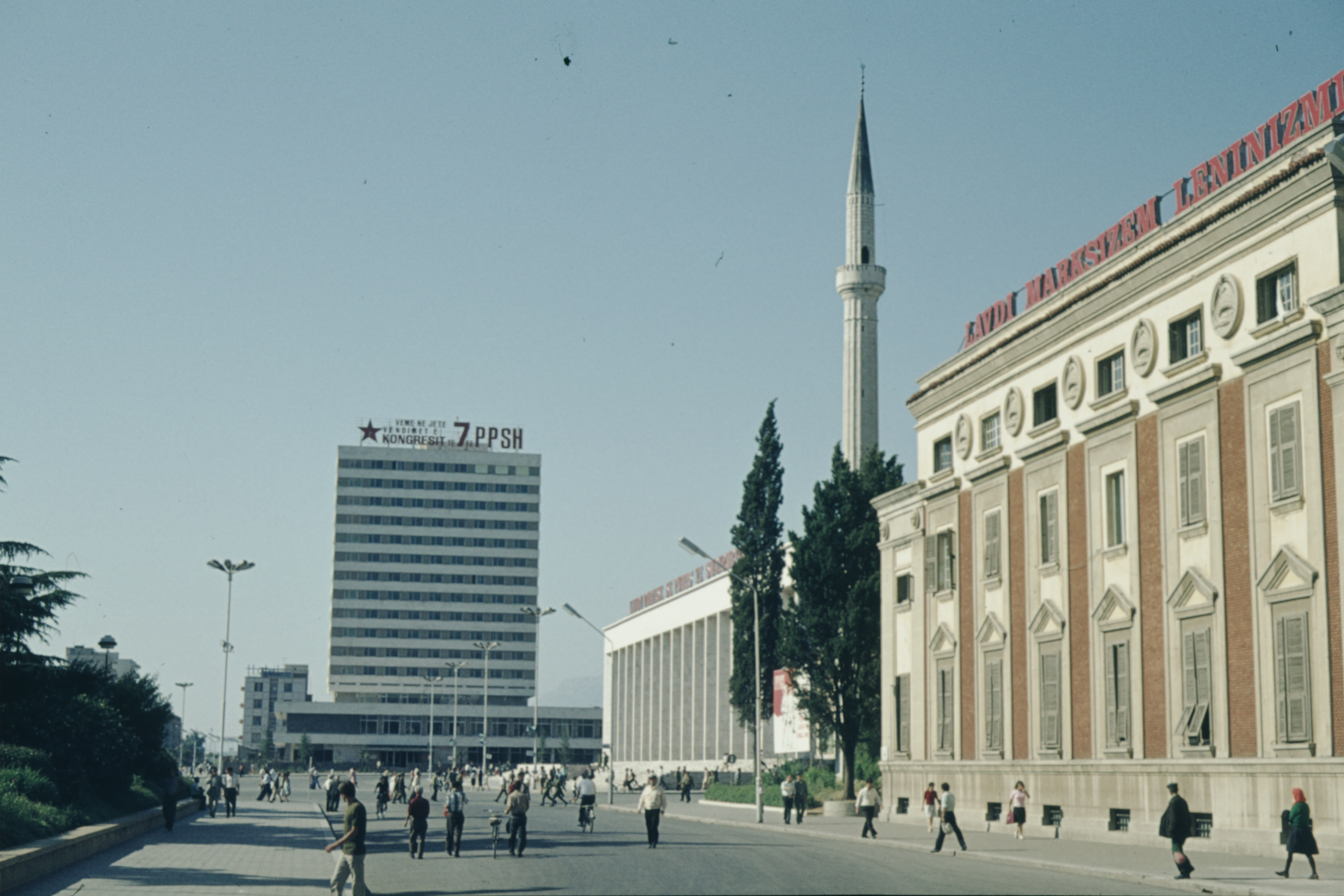
Das Tirana International Hotel am Skanderbegplatz (1978)

Als ihr wichtigstes Werk und Höhepunkt ihrer beruflichen Karriere gilt das 15-stöckige Hotel Tirana (heute Tirana International Hotel) im Zentrum der albanischen Hauptstadt Tirana. Die Planungsarbeiten für das künftige Haupthotel an prominenter Stelle am Skanderbeg-Platz begannen im Jahr 1972. Pistoli leitete dabei ein Team namhafter Architekten, dem unter anderem Koço Çomi, Petraq Kolevica, Nina Theodhosi und Klement Kolaneci angehörten. Das Hotel mit 324 Betten wurde 1979 eröffnet. Es prägte damals mit seiner Höhe von 56 Metern die Silhouette der Stadt und war bis weit in die 1990er Jahre hinein das höchste Gebäude Albaniens.
Neben ihrer planerischen Tätigkeit war Pistoli, die auch Mitglied der Kommunistischen Partei Albaniens war, auch in der Lehre tätig und arbeitete viele Jahre in Teilzeit als Dozentin für Architektur an der Fakultät für Ingenieurswesen der Polytechnischen Universität Tirana.
Valentina Pistoli starb im Jahr 1993 im Alter von etwa 65 Jahren.
25 Jahre später wurde sie am 8. März 2018, dem Weltfrauentag, posthum mit dem Albanian Architecture Award geehrt, der von ihrem Sohn Tani entgegengenommen wurde. In der Laudatio hieß es, Pistoli habe als führende Designerin zu einigen Hauptwerken der albanischen Architektur in der Zeit der zentralisierten Wirtschaft beigetragen und es geschafft, unter den damaligen ideologischen Zwängen eine einfache und zeitlose Architektur zu schaffen. Sie habe einen besonderen Beitrag zur Entwicklung der Designmethodik am Institut für architektonische Gestaltung in Tirana geleistet und durch ihre Lehrtätigkeit wesentlich zum Aufbau der Architektenausbildung in Albanien beigetragen.

## Schriften
- Përmbi gjysma e popullsisë në banesa të reja. In: Shkenca dhe Jeta. Nr. 03, 1974, S. 1516 (albanisch).